# Sant’Antimo
Sant’Antimo – miejscowość i gmina we Włoszech, w regionie Kampania, w prowincji Neapol.
Według danych na rok 2004 gminę zamieszkiwały 31 693 osoby, 6338,6 os./km².